# اتحاد ساو تومي وبرينسيب لكرة القدم
تأسس اتحاد ساو توميه وبرينسيب لكرة القدم في عام 1975 وانضم إلى الإتحاد الدولي لكرة القدم في 1986 وإنضم إلى الاتحاد الأفريقي لكرة القدم في 1976.